# Silent Hill: Book of Memories
Silent Hill: Book of Memories — игра в жанре hack and slash, разработанная WayForward Technologies и изданная Konami Digital Entertainment для приставки PlayStation Vita. Девятая игра медиафраншизы Silent Hill, является ответвлением от основной серии. Обладает нетипичными для Silent Hill ролевыми элементами и кооперативным прохождением.

## Сюжет
В день своего рождения созданный игроком главный герой получает таинственную Книгу воспоминаний, в которой записана вся его жизнь. Пытаясь изменить её содержание, он сталкивается с неожиданными и часто неблагоприятными последствиями: во сне он оказывается в наполненных монстрами локациях, каждая из которых связана с историей другого человека, переживающего личную трагедию. Изучая найденные в этих мирах записки, герой узнаёт подробности их судеб. После завершения каждого из таких эпизодов он пробуждается и обнаруживает, что его собственные воспоминания изменились.

## Разработка
Разработка Silent Hill: Book of Memories началась летом 2010 года; основными идеями были «Silent Hill, рассчитанный на Vita», «нетрадиционная игра» и «каждое прохождение отличается от предыдущего». Издатель игры, компания Konami, задумал её как проект для портативной консоли, рассчитанный на короткие многопользовательские сессии. Это стало отходом от предыдущих игр серии, ориентированных на одиночное прохождение. Ранее возможность многопользовательского режима рассматривалась на ранних этапах разработки Silent Hill: Downpour, однако от неё отказались, опасаясь, что она будет выглядеть неуместной и добавленной искусственно. Студия WayForward начала разработку игры в сентябре 2010 года. Спустя два месяца на ПК был создан прототип для проверки концепции; в нём использовался вид от третьего лица, как в предыдущих частях Silent Hill, а главным персонажем был герой в худи. Разработка игры началась в середине декабря 2010 года на движке Infernal Engine. По изначальному плану, в игре большую роль должны были играть головоломки;  камера переключалась бы между изометрическим видом для головоломок и видом из-за плеча для сражений. Однако в WayForward отказались от этой идеи, поскольку для реализации потребовалось бы создавать игровые ресурсы в двух разных перспективах. 

## Критика
| Сводный рейтинг | Сводный рейтинг |
| Агрегатор       | Оценка          |
| --------------- | --------------- |
| GameRankings    | 61,35 %         |

Silent Hill: Book of Memories получила смешанные отзывы от критиков из-за ухода от канонов геймплея серии Silent Hill. Она получила оценки 61,35 % на GameRankings и 58/100 на Metacritic. Hardcore Gamer дал игре 4 балла из 5, отметив глубину игры, сюжет и хороший показатель реиграбельности, тогда как GamesRadar выступил с резкой критикой, поставив игре 2 звезды из 5, сославшись на «повторяющийся» геймплей и слабые элементы RPG. G4 дал Silent Hill: Book of Memories оценку 3/5.